# Bongouanou
Bongouanou est une ville et un chef-lieu de département de Côte d'Ivoire, chef-lieu de la région du Moronou.

## Administration
Une loi de 1978 a institué 27 communes de plein exercice sur le territoire du pays.

## Société

### Démographie
| Rec.1975 | Rec. 1988 | Est. 2010 | 2021   |
| -------- | --------- | --------- | ------ |
| 34567    | 19 506    | 31 416    | 74 281 |

## Personnalités liées à la région
- Pascal Affi N'Guessan, Premier ministre ;
- Amah Marie Tehoua (PDCI), ministre de l'Industrie et de la Promotion du secteur privé ;
- Théophile Ahoua N'Doli, ministre, est né à Bongouanou.

## Villes voisines
- Abengourou, Akoupé, vers l'est ;
- Daoukro, vers le nord ;
- Bocanda, Dimbokro, Toumodi, vers l'ouest ;
- Tiassalé, Agboville, vers le sud ;
- Arrah, vers l'est ;
- M’batto, vers l'est

## Quartiers
- Agnikro ;
- Habitat ;
- Plateau ;
- Cfa ;
- Cité amalaman ;
- kangandi ;
- Lycée ;
- amirakro ;
- 28 janvier ;
- Dallas ;
- Koffikro.

## Vestige
Baie aux poissons chats du lac Sokotê